# Tabor-Wing House

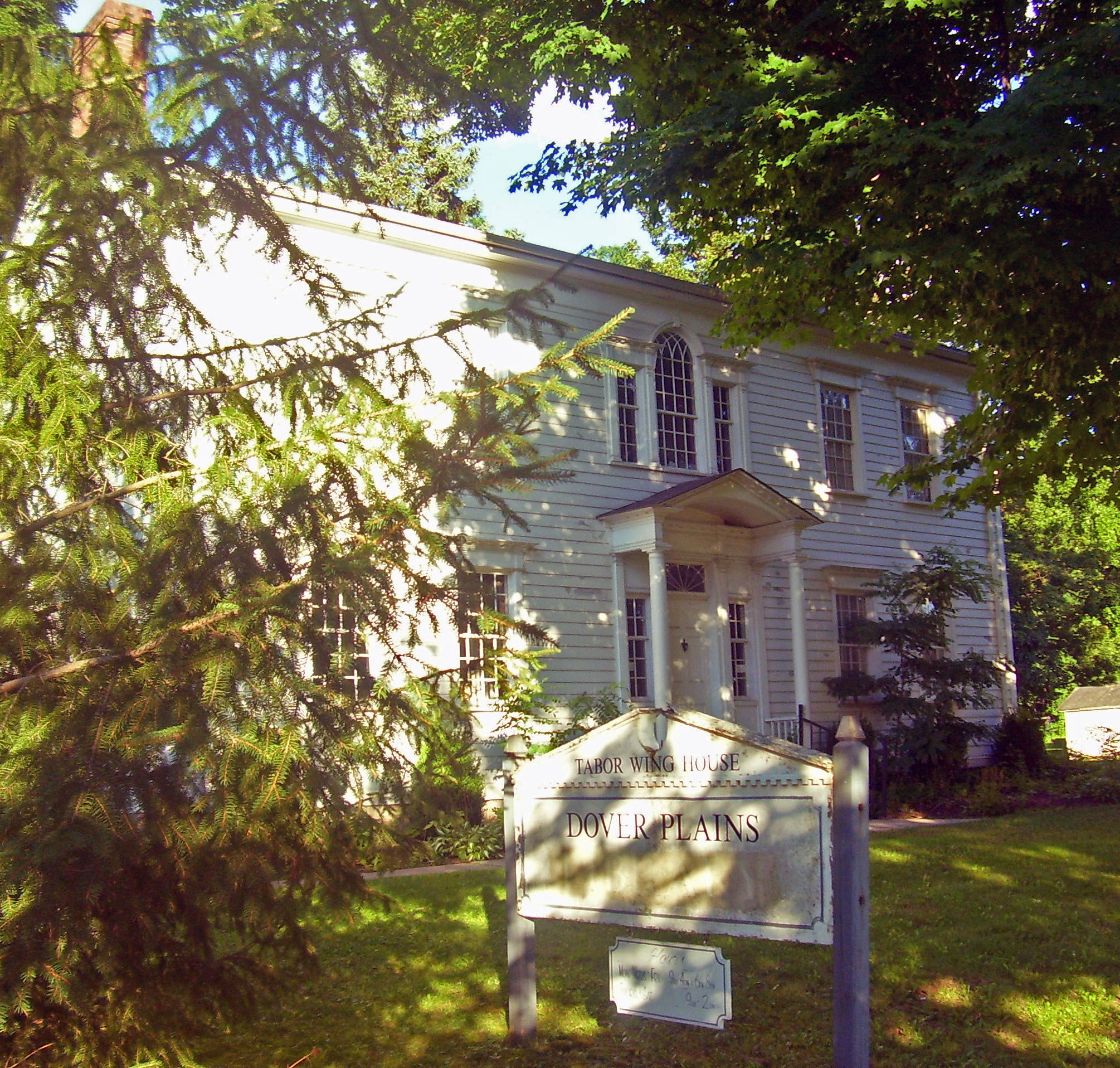
Westansicht des Hauses

Das Tabor-Wing House liegt an der New York State Route 22 (NY 22) in Dover Plains in New York, Vereinigte Staaten. Das in Holzständerbauweise konstruierte Haus wurde 1810 von einer lokal bekannten Familie errichtet und blieb bis heute relativ unverändert.
Anbetracht des Baustils ist das Gebäude ungewöhnlich stark ornamentiert. 1982 wurde es ob seiner Bedeutung für die örtliche Geschichte dem National Register of Historic Places hinzugefügt.

## Geschichte
Thomas Tabor, der Erbauer des Hauses kam als kleiner Junge mit seinem Vater 1748 von Rhode Island in die künftige Town of Dover. Sein Vater hinterließ ihm nach seinem Tod 1782 seinen Landbesitz, zu dem die vollständige Fläche des heutigen Dover Plains gehörte. Nachdem er das Haus kurz nach der Gründung der Stadt erbaut hatte, vererbte er seinen Besitz an seine Tochter Sally. Diese war mit dem prominenten Landbesitzer Mahlon Wing verheiratet, nach dem der Weiler Wingdale seinen Namen erhielt.
Die Nachkommen der Familie bewohnten das Haus noch länger als ein Dreivierteljahrhundert, von 1839 bis 1926. Kurz darauf wurde eine Ölheizung installiert. Das Haus durchlief eine Reihe von Eigentümern, unter denen die Installationen für Wasser und Heizung den Anforderungen entsprechend erneuert wurden. Ende der 1970er Jahre kaufte es die Dover Historical Society, die an der Gebäudeinfrastruktur umfangreiche Verbesserungen vornahm, bevor sie es als Bücherei in Betrieb nahm.
Die Bücherei zog 2003 in ein größeres Quartier und die Historical Society stiftete es der Stadt. Diese begann mit der Restaurierung der Innenausstattung zu ihrem ursprünglichen Aussehen und richtete es mit stilgerechten Möbeln ein. Nach dem Abschluss der Arbeiten 2006 wurden einige Verwaltungsbüros der Stadt hierher verlegt. Heute wird es für Verwaltungen und als Heimatmuseum genutzt.

## Gebäude
Das Haus steht auf einem rund 2000 Quadratmeter großen dreieckigen Grundstück an der Kreuzung von NY 22 und North Nellie Hill Road, die südlich des Hauses zur Cemetery Road wird. Das Haus ist zweistöckig und verfügt über fünf Joche im Hauptflügel sowie einen Seitenflügel. Beide Flügel werden vom aus Stein gemauerten Fundament getragen. Die Fassade des Haupttraktes ist mit Schindeln verkleidet, beim Seitenflügel wurden breite Bretter verwendet. Die Satteldächer sind mit geteerten Schindeln gedeckt. An allen drei Enden sitzen Kamine.
Die westliche Fassade, die Frontseite des Hauses, ist umfangreich verziert. Eine kleine Veranda fasst den zentral angeordneten Eingang ein, über dem ein bleiverglaster Kämpferfenster sitzt. Eingerahmt wird der Eingang durch seitliche Lichtfenster und Pilastern, die zu einem gezähnten Säulengebälk und einem ausgeformten Gesims aufragen. Über dem Eingang befindet sich ein dreiteiliges palladianisches Fenster. Die Verzierungen der übrigen Fenster wiederholen die Gestaltung des Haupteingangs, ebenso die rundbögigen Fenster in der Attika an der Nord- und Südseite des Hauses. Der kleine Seitenflügel mit der Küche ist nicht verziert. Sein Dach bedeckt zusätzlich eine Veranda an der Südseite.
Im Innern des Gebäudes trennt die Eingangshalle zwei große Empfangsräume mit weitgehend ursprünglicher Ausstattung, darunter holzgeschnitzte Leisten und Kamineinfassungen, Wand- und Deckenvertäfelungen und Fußböden. Im Küchenflügel sind die ursprünglichen Herde und Backöfen erhalten.

## Ästhetik
Die Ornamentierung des Hauses ist, nicht nur für Bauwerke im Hudson Valley, ungewöhnlich für im Federal Style errichtete Gebäude im Allgemeinen. Diese sind ausgewogen hinsichtlich der Form des Hauses als Ganzes, die regionale Baugewohnheiten berücksichtigt. Dadurch spiegelt sich der Anspruch und der Geschmack der Erbauer in diesem Zeitabschnitt der Geschichte wider.
Im Rahmen des Historic American Buildings Survey wurde das Haus 1937 durch Wakefield Worcester begutachtet. Dieser spekulierte darüber, ob der Erbauer des Hauses womöglich ein Tischler war, da die Fassade wesentlich detaillierter gestaltet ist als das Gebäudeinnere. Worcester hielt die äußere Gestaltung des Hauses für einen starken Widerspruch zum relativ kargen Interieur.